# Hydrodynastes gigas
Hydrodynastes gigas (Duméril, Bibron & Duméril, 1854) è una specie di serpente opistoglifo della famiglia Colubridae, endemico del Sudamerica, che non ha sottospecie riconosciute.

## Nomi vernacolari
In italiano, questa specie riceve il nome «gnacanina», dal guaranì ñakanina (‘testa allerta’). In spagnolo, è denominata ñacaniná o yacaniná, con la stessa origine. In portoghese, surucucu do pantanal o boipevaçu, dal tupi-guaranì mbói pe guasu (‘grande serpente piatto’).

## Descrizione
Diffuso in ambienti acquatici, ma facilmente rintracciabile anche in aree relativamente asciutte a considerevole distanza dall'acqua, si tratta di uno dei più grandi colubridi sudamericani, con grosse femmine capaci di oltrepassare abbondantemente i due metri. Conosciuto come «Falso cobra», a causa dell'abitudine di dilatare le vertebre del collo a formare un cappuccio simile a quello dei cobra, a scopo intimidatorio; la gnacanina è un serpente opistoglifo, con zanne velenifere situate in fondo alla bocca, collegate a un sistema escretore, detto «ghiandole di Duvernoy», in grado di far percolare attraverso la masticazione un veleno ad azione proteolitica nel corpo della preda. Il colore di fondo è beige, marrone, e il corpo è attraversato da selle scure contornate di squame più chiare. Le squame sono prive di qualunque carenatura, sono cioè completamente lisce, e di aspetto perlaceo. Il dimorfismo sessuale è sensibile: le femmine, oltre a essere decisamente più grandi dei maschi, hanno le squame subcaudali scure, mentre nei maschi sono più chiare, giallastre screziate di marrone. Gli occhi sono grandi, con pupille rotonde, che assicurano al serpente una buona visione diurna.

## Biologia
Prevalentemente diurno, passa gran parte del tempo nelle distese acquatiche ricche di vegetazione, dove caccia ogni tipo di pesce, anfibio o mammifero adatto a essere ingollato. Dotato di un formidabile istinto predatorio, assale con veemenza ogni potenziale preda gli capiti a tiro, inghiottendo direttamente anfibi e pesci e utilizzando la costrizione, come un boa, per i micromammiferi. Il veleno di questo serpente, a differenza dei serpenti proteroglifi, come i cobra o i crotali, ha prevalentemente funzione digestiva, quindi la preda non è lasciata andare dopo il morso e recuperata da morta, ma uccisa e inghiottita immediatamente. Rettile oviparo, la femmina depone dalle 12 alle 25 uova, in ammassi di vegetazione in decomposizione, torba, cavità di alberi marcescenti. I piccoli nascono dopo circa 60 giorni, lunghi una ventina di centimetri e già completamente autosufficienti. Nonostante la relativa pericolosità e l'attività del suo veleno, nonché le dimensioni di tutto rispetto, è piuttosto diffuso nei terrari degli appassionati. Se tenuto come si deve, con riguardo alla sua provenienza tropicale, al rapporto con l'acqua, e alle dimensioni che raggiunge, si adatta molto bene alla vita in cattività, e, dotato di una notevole "intelligenza", dimostra in terrario un notevole grado di apprendimento e riesce a relazionarsi in modo attivo e curioso con ciò che accade nei dintorni. Il morso non è immediatamente pericoloso, poiché le zanne velenifere, posizionate sul retro delle mascelle, devono "masticare" più volte per iniettare il veleno, a patto che il serpente riesca a piazzare il morso talmente bene da trattenere un arto di un essere umano. Non si conoscono morsi di Hydrodynastes gigas risultati letali per l'Uomo: i rari casi di avvelenamento si risolvono, di solito, con sanguinamento breve della cute lesa e gonfiore locale più o meno persistente. Ovviamente se si escludono sensibilizzazioni e reazioni allergiche.

## Distribuzione e habitat
Il suo habitat sono lagune e paludi di Argentina, Brasile, Bolivia, Guyana francese, Paraguay e Venezuela.
Non si conoscono sottospecie.